# Бурмански питон
Бурмански Питон (лат. Python bivittatus) - највећи Питон и један од шест највећих змија на свету, који је станује у области прашума у југоисточној Азији. Најчешће налазе у близини воде и понекад полу-водена, али се може наћи на дрвећу.
Бурмански питон је један од највећих змија са просечним растом од 5,5 m и тежине 71 kg. Она наставља да расте током живота и велике дужине због присуства великог броја пршљенова. Женке су обично дуже од мужјака.
Бурмански питон у Фајерфокс зоолошком врту змија и гмизаваца у Илиноису, САД представљена је као најтежа змија у заточеништву. Године 2005. пронађен је примерак тежак 183 kg у дужини од 8,2 m. Змија је названа Баби (Баби).

## Опис
Бурмански питони су светлобојни змије са многим браон тачкама одвојених у мраку низ леђа. Значајан атракција омотаца на својој кожи доприноси њиховој популарности међу гмизаваца чувара и индустрије коже. Образац газећег слоја је сличан у боји, али другачије у стварном обрасцу Афричке питона (Python sebae), понекад је довело до конфузије од две врсте изван њихових природних станишта. Неки се налазе на граници са Индијом и Бурме. 

## Географска дистрибуција и станиште
Бурмански питони се могу наћи широм југоисточне Азије, укључујући јужну Кину, источну Индију, Мјанмар, Тајланд, Лаос, Камбоџу, Вијетнам, Непал, Бангладеш, Малезију и северној континенталног западној Индонезији. Ово питон је одличан пливач и треба сталан извор воде. Може се наћи у прерија, мочваре, мочвара, стеновитим брдима, шумама, речним долинама и џунглама са отвореним пропланке. Они су добри пењачи и имају репове који савијају.
Дивље становници сматрају "угрожена", а наведени су на Анексу II Конвенције о међународној трговини угроженим врстама (ЦИТЕС). Све велики питони потврдио историјски заклани за снабдевање светског тржишта за кожу, и за народне лекова и заробувани кућних љубимаца људима. Неки су убијени за храну, нарочито у Кини. У последњих неколико година повећана узгој бурманских питона у заточеништву до необично увоз дивљих-ухваћени узорцима људских љубимаца. 
Репродукција бурманских питона заробљених у Америци довести до неких веома озбиљних проблема. Људи који су уморни од Питхонс или чије питони су постали превише велики да их држе у својим домовима, њихови љубимци пуштен у дивљину него да пронађе нове домове. Ово је посебно проблематично у Флориди, где је велики број питона пробила Евергладес.
Они су развили ту почели плодни да се умножава и постану инвазивне врсте. Преко 230 су били ухваћени у Еверглејдс где се такмиче са алигатора као доминантном предатора. У последњих неколико година ово такмичење је резултирало како би официри описати као реми. Јер они су познати за јело угрожених птица и алигаторе, ове змије представљају нову претњу већ крхка екосистем. 
У фебруару 2008. године, научници из геолошка истраживања, (УСГС) пријавио је пројектовано мапу дистрибуције података климатских САД-базираних на о распрострањености домова змије, који је предвидео да би ове змије мигрирају и напредују у трећој континента САД. Међутим, накнадно студија израдио карту, укључујући оба климе и највиша оцена просека, што је показао учесталост Бурмански питон који ће бити ограничен на Јужној Флориди.

## Понашање
Бурмански питони су првенствено ноћних становници кишних шума. Када млади су подједнако у деловима земље и дрвећа, али као што сте добили волумен они имају тенденцију да ограниче своје кретање на терену. Они су одлични пливачи, способни да зарони под водом до пола сата. Бурмански питони проводе већину времена скриенни у грмљу. У северним деловима свом асортиману су брумираат за неколико месеци током зимске сезоне у шупљим дрвету, рупу у реке или испод камења. Брумирањето је биолошки разликује од Хибернате. Док слично понашање има своје предности посебно да издржи зиму без померања обухвата припрему и мушке и женске репродуктивне органе за предстојећу сезону парења.
Бурмански питони раса у рано пролеће, а затим у марту или жене априла бити гнезда са просеком од 12 до 36 јаја. Она ће остати са јајима док се излегу, увијен око њих и згрцхувајкји своје мишиће на такав начин да се повећа температуру око јаја неколико степени. Одмах након што је пенетрација јаја питона врши помоћу јаја зуба, нема даље мајке бригу. НОВА изведена често остају у свом јајету до потпуно спреман за први промену кожу, након чега ће лов свој први оброк. 

## Дијета
Као и сви змије и бурманских питона су месоједи. Њихова исхрана првенствено чине одговарајуће великих птица и сисара. Змија користи своје оштре уназад усмерене зубе да зграби плен, а затим умотани око тела свог плена, док згрцхувајкји мишића, убијају плен од сужења. Често се налазе у близини насеља услед присуства пацова, мишева и других штеточина као извор хране. Међутим, њихова једнака љубав према живине и сисаре значи да су се често третирају као штеточине. У заточеништву је њихова исхрана се састоји углавном од трговине на располагању, односно великих пацова и наставља док расту веће ставке као што су зечеви и живине. Изузетно велики питони може да захтева више роба за храну као свиње или козе су познати по нападнута алигатора у Флориди, где постоји инвазија врста. 

## Варење
Дигестивни одговор бурманских питона да толико покварити Маке Модел врста дигестивног психологије. Испостен питон ће бити смањен обим желуца и киселост, смањује тежину материце и "нормалног" запремине од срца. Након варења плена, цео дигестивни систем пролази кроз велику трансформацију са брзим хипертрофија материце, производњу желудачне киселине и повећање од 40% од масе срчаним шупљинама, како би се запалити процес варења.

## У заточеништву
Бурмански питони се често продаје као кућне љубимце и су популарни за њихов боје и очигледно је лако иде природе. Међутим, ове животиње имају брз стопу раста и често ће достићи 2,1 m дужине годину дана ако су прописно збринути и фед. 4 године старости стигну на пуну величину, али ће наставити да полако расте током живота, који не може бити дужи од 20 година.
Док ове врсте имају репутацију нежности, они су веома снажни животиње способне за наношење тешких уједа или чак убије чувара са раменима. Они су такође једу велике количине хране и због њихове величине је потребно велике, традиционално изграђене, уточишта која може бити веома скупо. Као резултат, неки се ослобађају у дивљини власници.
Други проблем са исхрану бурманских питона је да многи власници верују да ако се змија је упућен гладни треба хранити. Јер бурмански питони су опортунистички подржавају своје ће јести готово било које време и сваки нуди храну и често понашају гладна иако скоро јео. То често доводи до прекомерне храњење и проблеми повезани са гојазношћу су заједнички за бурманских питона у заробљеништву.

## Држећи Бурмански питона
Иако је типичан за Питхон плаше људи због њиховог високог раста (нарочито показало да су змије су обично ниске до темеља) и избегавају људе, посебна пажња је потребна када га држи. 3 метра дугачак бурмански питон може лако да убије дете, 5 m дуг бурмански питон сигурно је у стању да савлада и убити потпуно одрасле и не препоручује се да себи стално тако змије. Ако је змија омотана око друге особе треба да буде присутна на одвиткаат змију, почев од репа. Многи зоо вртови рептил показати праве технике за одржавање змију. Обично је демонстрант на дрзху главу, док не-професионалци могу да држе остатак тела змије. Змија би требало да чврсто придржавају али нежно.

## Варијанте
Бурмански питон се често узгаја у заточеништву због боје, газишта, а однедавно због величине. Албино бурмански питон од облика је посебно популаран и најраспрострањеније врсте. Они су бели пруга у батерскоцх жутој и тамно наранџасте. Ту је и "лавиринт" врста која украшава лавиринт налик, браон-жућкасто обојена "Греен" бурмански питони и "Гранит" бурмански питони који имају врло мале буљаве бодова. Узгајивача убрзо је почео да ради са врстом бурманских питона са острва. Бивши извештаји показују да су ови "патуљасте 'бурмански питони имају малу разлику у обојености и образаца од својих земаљских рођака не расте више од 2,1 m. "Патуљак" бурмански питон је први пут пропагира у заточеништву Беау Левис Аризона, САД. Један од најтраженијих у овој варијанти је безпигментниот Бурме питона. Посебно је ова варијанта је веома ретка донедавно (2008/2009) је пропагира у заточеништву као супер форми кодоминантниот хипермеланистицхи карактера. Ова змија је у потпуности светло бела без узорака и црним очима да се зову гола која је прави албино. Прво карамел бурмански питон је успешно изведена 15. маја 2008. године Марк Андревс и Јасон Орма Кансас Цити, Кансас. Ова змија има карамеле боји образац млечном чоколадом очима.
Google преводилац за предузећа:Алатке за преводиоцаПреводилац веб сајтоваДетектор нових тржишта